# Адміністративний поділ Лаосу
В адміністративно-територіальному відношенні Лаос поділяється на 16 провінцій кхуенгів (ແຂວງ), що, своєю чергою, поділяються на муонги (округи), які, своєю чергою, поділяються на 140 районів тасенгів. Найменшою територіально-адміністративною одиницею слугує комуна (приблизно 11 тис. на весь Лаос). Окремо виділені 1 столичний муніципалітет кампхенг након (ນະຄອນຫລວງ) і 1 спеціальна зона кхетпхисет. Губернатор кхуенгу, чаокуенг, призначається урядом держави, при ньому діє дорадчий консультативний орган, який обирає населення провінції.

## Провінції Лаосу
На карті показані провінції відповідно до номерів:

| №  | Провінція (кхвенг)    | Адміністративний центр                                  | Площа, км² | Населення, чол. (2005) | Густина, чол./км² |
| -- | --------------------- | ------------------------------------------------------- | ---------- | ---------------------- | ----------------- |
| 1  | Аттапи                | Аттапи (Самакхісай)                                     | 10 320     | 112 120                | 10,86             |
| 2  | Бокеу                 | Хуайсай                                                 | 6196       | 145 263                | 23,44             |
| 3  | Болікхамсай           | Паксан                                                  | 14 863     | 225 301                | 15,16             |
| 4  | Тямпасак              | Паксе                                                   | 15 415     | 607 370                | 39,40             |
| 5  | Хуапхан               | Самниа                                                  | 16 500     | 280 938                | 17,03             |
| 6  | Кхаммуан              | Тхакхек                                                 | 16 315     | 337 390                | 20,68             |
| 7  | Луангнамтха           | Луангнамтха                                             | 9325       | 145 310                | 15,58             |
| 8  | Луанг-Прабанг         | Луанг-Прабанг                                           | 16 875     | 407 039                | 24,12             |
| 9  | Удомсай               | Сай                                                     | 15 370     | 265 179                | 17,25             |
| 10 | Пхонгсалі             | Пхонгсалі                                               | 16 270     | 165 947                | 10,20             |
| 11 | Сайнябулі             | Сайнябулі                                               | 16 389     | 338 669                | 20,66             |
| 12 | Сараван               | Сараван                                                 | 10 691     | 324 327                | 30,34             |
| 13 | Саваннакхет           | Саваннакхет (в 2005 р. переименовано в Кейсон Фомвіхан) | 21 774     | 825 902                | 37,93             |
| 14 | Секонг                | Ламам                                                   | 7665       | 84 995                 | 11,09             |
| 15 | В'єнтьян (префектура) | В'єнтьян                                                | 3920       | 698 318                | 178,14            |
| 16 | В'єнтьян (провінція)  | Пхонхонг                                                | 21 500     | 419 318                | 19,50             |
| 17 | Сіангкхуанг           | Пхонсаван                                               | 16 812     | 238 596                | 14,19             |
|    | Всього                |                                                         | 236 800    | 5 621 982              | 23,74             |

## Райони Лаосу
Кожна лаоська провінція поділяється на райони (ເມືອງ — Muang), які своєю чергою діляться на комуни (Baan).